# Mauretania Caesariensis

Mauretania Caesariensis (år 125).

Mauretania Caesariensis var en romersk provins belägen i motsvarande dagens norra Algeriet mellan 42 och 430-talet e.Kr.
Det utgjorde den östra delen av kungariket Mauretania fram till att det anslöts till Romerska riket år 42. 
Det erövrades av vandalerna på 430-talet.